# Cnemiornis
Cnemiornis je rod velké nelétavé husy, která žila na Novém Zélandu. 

## Popis
Měla redukované přední končetiny, prsní kost, postrádala kýl typický pro ostatní ptáky a dorůstala výšky kolem 70 cm. Husy byly vyhubeny kolem roku 1400, těsně po osídlení Nového Zélandu Polynésany (později známi jako Maorové).

## Taxonomie
Husy rodu Cnemiornis se řadí do podčeledi husy (Anserinae). Jejich sesterský taxon představuje husa kuří z Austrálie. Oproti ní však byly husy rodu Cnemiornis větší.
Jsou známy dva druhy:
- Cnemiornis calcitrans z Jižního ostrova
- Cnemiornis gracilis ze Severního ostrova